# Catharinus Elling
Catharinus Elling (Oslo, 13 de setembre de 1858 - 8 de gener de 1942) fou un professor de música, organista, col·leccionista de música folklòrica i compositor noruec.
Va fer els estudis musicals a Oslo (llavors encara Cristiania), Leipzig, i Berlín. Fou professor del Conservatori de Cristiania on entre d'altres alumnes tingué a Pauline Hall i tambe fou organista. Subvencionat pel Govern del seu país, començà a formar el 1908 una col·lecció de cants populars noruecs, que després publicà. Fou un dels compositors més distingits del seu país, havent escrit diverses obres teatrals, entre elles:
- l'òpera Kosakkerne;
- l'oratori El fill pròdig;
- música d'escena per El somni d'una nit d'estiu;
- una Simfonia;
- música de cambra;
- nombrosos lieder, i interessants obres per a piano.

Va publicar diversos llibres sobre folklore noruec i estudis biogràfic analítics de Bull, Kjerulf, Svendsen i Grieg.